# سبزه‌مار و کبرا
سبزه‌مار و کبرا (چکی: Kobry a užovky) یک فیلم درام و کمدی به کارگردانی یان پروشینوفسکی است. از بازیگران آن می‌توان به کریشتف هادک، ماتی هادک، و لوتسیه ژاچکووا اشاره کرد.